# Escape the Fate

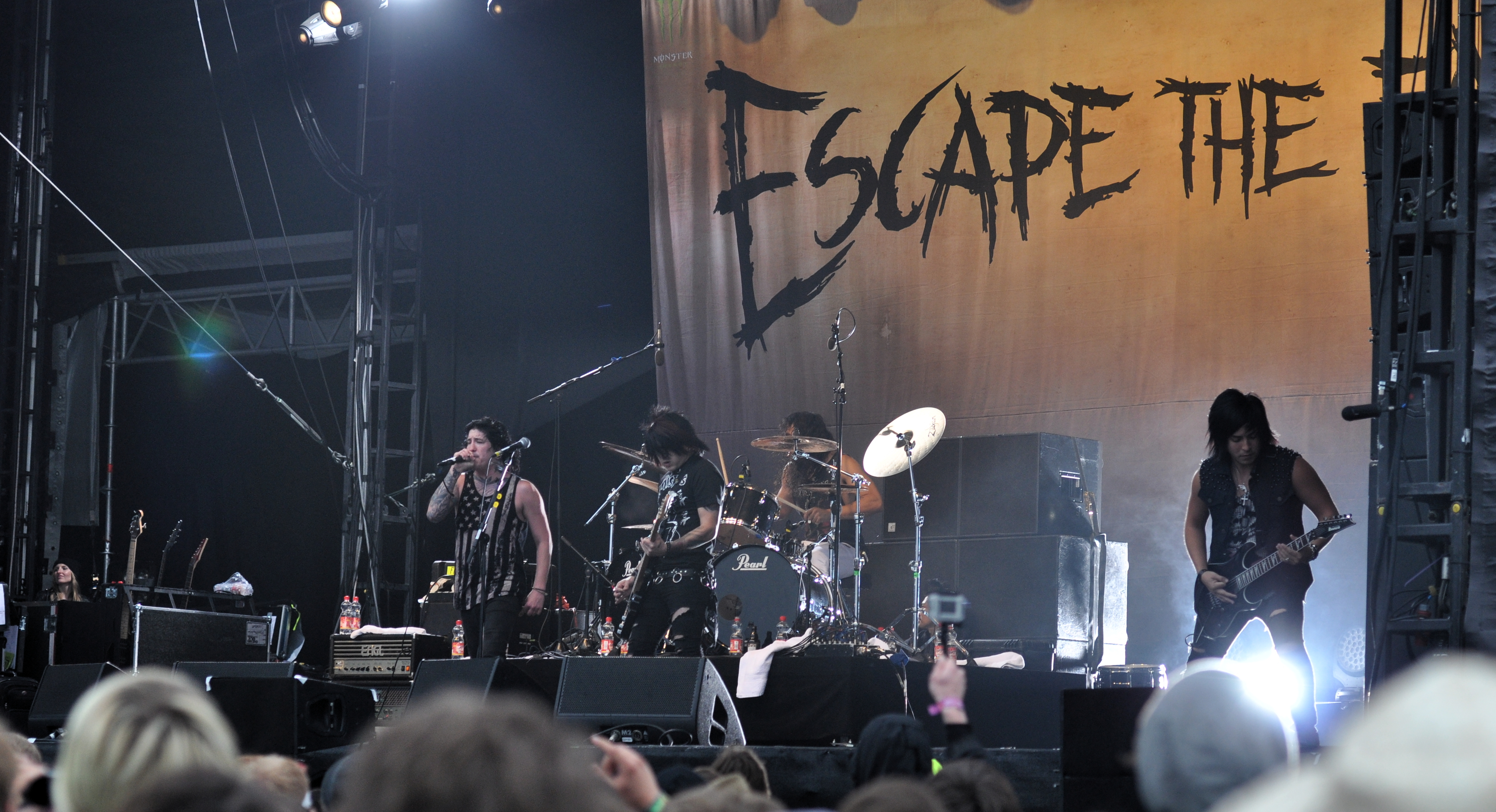
Jméno: Escape the Fate
Žánr: Post-hardcore, metalcore, hard rock (dříve), emo (dříve)
Aktivní roky: 2004 – současnost
Původ: Las Vegas; Nevada; USA
Souvisí s: Falling in Reverse

Escape the Fate je americká post-hardcore/metalcorová skupina z Las Vegas, která vznikla roku 2004. Skupina má momentálně 4 členy: Craig Mabbit (hlavní zpěv), TJ Bell (rytmická kytara a vedlejší zpěv), Kevin „Thrasher” Gruft (hlavní kytarista) a Robert Ortiz (bicí). K skupině také patří Erik Jensen, který hraje basovou kytaru na turné. Od roku 2013 je Robert Ortiz jediný původní člen skupiny.
Dohromady skupina vydala 5 alb: Dying Is Your Latest Fashion – první album skupiny (září 2006) a jediné, v kterém zpívá Ronnie Radke; This War Is Ours – druhé album skupiny (říjen 2008). V tomto albu skupina zaměnila emo styl hudby za měkčí hard rock. Album obsahuje méně screama a zvuk jednotlivých písní se od sebe liší. Celkově je album měkčí a jemnější než jejich předchozí. Třetí album skupiny – Escape the Fate – vydala skupina v listopadu 2010. Album má stejné jméno jako skupina, a má celkově těžší a rychlejší zvuk. Hned, jak bylo vydáno dostalo velmi pozitivní recenze, a je to zatím nejúspěšnější album skupiny. Čtvrté album skupiny je Ungrateful vydáno v květnu 2013. Skupina opět přidala trochu na tvrdosti; Jejich páté a nejnovější album vyšlo na konci října 2015 s názvem Hate Me – Tentokrát je album více nu-metalové, ale zároveň některé jejich tracky si ponechaly metalcorový zvuk, který je hodně znát v Ungrateful.

## Historie
Formace a Dying is your latest fashion (2004 – 2006)
Kapelu založil Ronnie Radke. Původní členové jsou: zpěvák Ronnie Radke, kytarista Bryan „Monte” Money, basový kytarista Omar Espinosa, klávesista Carson Allen a bubeník Robert Ortiz

## Členové
Současní členové
- Craig Mabbit (zpěv) V letech 2008 – současnost
- Robert Ortiz (bicí) 2005 – současnost
- TJ Bell (baskytara, doprovodný zpěv)
- Kevin „Thrasher” Gruft

Bývalí členové
- Bryan „Monte” Money (kytara, screaming) V letech 2005-?
- Max Green (baskytara, screaming) V letech 2005-2012 2013-???
- Robert Ortiz (bicí) 2005 – současnost
- Ronnie Radke Zpěv V letech 2010- dosud
- Omar Espinoza Kytara V letech 2005-2007

## Alba
- Dying Is Your Latest Fashion (2006)
- This War Is Ours (2008)
- Escape the Fate (2010)
- Ungrateful (2013)
- Hate Me (2015)
- I Am Human (2018)